# Percival Davson
Percival May Davson, né le 30 septembre 1877 à Démérara, en Guyane britannique et mort le 5 décembre 1959 à Paddington, est un escrimeur et tennisman britannique. Il a été médaillé d'argent olympique à l'épée par équipes.

## Carrières sportives
Durant sa carrière d'escrimeur, Davson dispute les Jeux de 1908 et de Jeux de 1912. Uniquement inscrit dans l'épreuve d'épée individuelle de 1908, il est éliminé dès le premier tour de poules. Il en sera de même quatre ans plus tard, à la fois à l'épée et au fleuret. Cependant, l'équipe britannique se place sur le podium de l'épreuve par équipes, profitant largement des équipes favorites, la France et l'Italie. Qualifiés pour la poule finale, les Britanniques s'inclinent contre les Pays-Bas et la Belgique mais gagnent contre la Suède. Les Belges remportent l'or avec trois victoires, la Grande-Bretagne l'argent, au départage, devant les Pays-Bas.
En tant que joueur de tennis, Davson a été quart de finaliste du Tournoi de Wimbledon en 1914 et en 1922 et demi-finaliste du tournoi de double en 1920. Il a aussi disputé la finale de playoff de la Coupe Davis 1919, gagnant le match décisif contre le Français William Laurentz.

## Palmarès
- Jeux olympiques
  -  Médaille d'argent par équipes aux Jeux olympiques de 1912 à Stockholm